# فريدريك غولتز
فريدريك غولتز (بالألمانية: Friedrich Goltz)‏ هو أستاذ جامعي وطبيب ألماني، ولد في 14 أغسطس 1834 في بوزنان في بولندا، وتوفي في 4 مايو 1902 في ستراسبورغ في فرنسا.

## وصلات خارجية
- فريدريك غولتز على موقع الموسوعة البريطانية (الإنجليزية)